# وبستد
وبستد (به انگلیسی: Whepstead) یک روستا و محله مدنی در بریتانیا است که در St Edmundsbury واقع شده‌است.